# クマドリカエルアンコウ
クマドリカエルアンコウ（学名：Antennarius maculatus）は、カエルアンコウ科に分類される海水魚の一種。以前はクマドリイザリウオという和名であったが、「イザリ」が差別的用語であるため2007年に現在の和名に改称された。

## 分類と名称
1840年にフランスの動物学者であるJulien DesjardinsによってChironectes maculatusとして記載され、タイプ産地はモーリシャスであった。イロカエルアンコウ種群に分類される。種小名は「斑点のある」という意味で、体にある斑点模様に由来する。和名は体の模様が歌舞伎の隈取に似ていることに由来する。

## 分布と生息地
インド洋のモーリシャスとレユニオン島から西太平洋にかけて、インド太平洋に分布する。日本では伊豆諸島、相模湾以南の太平洋岸、琉球列島に分布する。水深20 mまでの岩礁やサンゴ礁に生息し、海綿動物の近くで生活する。

## 形態
体長は最大15 cm。体は卵型で伸縮性が高く、柔らかい皮膚は小さな棘と突起で覆われている。口は大きく、自身と同程度の大きさの獲物であっても飲み込める。体色は生活環境に合わせて変化し、一般に数週間かかる。サンゴの白化現象が起こると、環境に溶け込むために真っ白になる。体色は主に白や黒、クリーム色、ピンク、黄色、赤、茶色などで、暗色で円形の斑点が入るものが多い。斑点の多い個体はイロカエルアンコウに似るが、本種は全ての鰭が赤またはオレンジ色で縁取られ、目の後方に鞍型の模様が入る場合がある。
背鰭第1棘は誘引突起に変化しており、先端にはピンク色から茶色の擬餌状体がある。擬餌状体は幼魚のころは甲殻類に似ており、成魚のものは小魚に似ている。誘引突起は背鰭第2棘の2倍の長さで、濃い縞模様が入ることもある。背鰭第2棘は直線的で可動性があり、背鰭第3棘は体の後方を向いている。どちらも皮膚に埋没しており、他の鰭条とは離れている。第2背鰭は11-12軟条から、臀鰭は7軟条から成る。角度のある胸鰭と腹鰭によって、海底を歩くことが可能になっている。
生物発光を示し、紫外線が当たると赤く発光する。これは種内のコミュニケーションや擬態に役立つ可能性がある。

## 生態
肉食魚であり、近づいてきた獲物を捕食する。主に魚類を捕食しており、自らと同じくらいの大きさであっても飲み込める。単独で生活する底魚であり、繁殖期には雌雄が集まる。その際雌が雄を捕食してしまうことがある。